# Torrent de Sallente
El Torrent de Sallente és un barranc del terme de la Torre de Cabdella, al Pallars Jussà, dins del terme primigeni de la Torre de Cabdella.
S'origina a llevant de la collada de Nariolo, a 2.565 m d'altitud, i baixa de nord-oest a sud-est, en paral·lel i per sota de l'estany Tort, fins al llindar superior del cercle de Sallente, on es despenja sobtadament i desemboca a l'embassament de Sallente, a 1.771 m d'altitud. És el receptor natural de les aigües que desguassen o sobreïxen de l'estany Tort.